# Abeillage
L’abeillage est un ancien impôt seigneurial en nature conférant au seigneur féodal (rois, abbés) une certaine portion du miel et de la cire issu des ruches de ses vassaux.
Ce droit lui donnait aussi la propriété des abeilles éparses et non poursuivies.
En droit romain, les abeilles égarées appartiennent au détenteur de la ruche tant qu'il peut les voir ou les suivre.
En droit féodal, les abeilles égarées, appelées épaves, sont obligatoirement signalées au seigneur par le découvreur de l'essaim qui s'expose à de fortes amendes en cas de dissimulation. Si cet essaim n'est pas repris par le propriétaire de la ruche dans les 8 jours, il appartient pour une moitié au seigneur et pour l'autre moitié au découvreur. En vérité, l'un garde la totalité de l'essaim et verse une indemnité à l'autre.
Ce droit est aboli par la loi du 13 avril 1791 et remplacé par la loi du 28 septembre 1791 qui dispose désormais que l'essaim d'abeilles égarées appartient au propriétaire du terrain où il s'est fixé.